# 皇甫覆
皇甫覆（？—？），安定郡乌氏县（今宁夏回族自治区固原市泾源县）人，皇甫真堂侄，前秦、后秦官员。 

## 生平
建元三年（367年）五月，秦王苻坚听说慕容恪去世，暗中有攻打前燕的计划，想要偷偷查看是否可行，就命令匈奴右贤王曹毂担任使者前往前燕朝贡，西戎主簿冯翊郭辩担任副手。前燕司空皇甫真的哥哥皇甫腆以及堂侄皇甫奋、皇甫覆都在前秦担任显要官职。郭辩到了前燕，依次拜访前燕公卿，对皇甫真说：“我本是秦地人，家族被前秦诛杀，所以托身在曹王这里，您的哥哥散骑常侍皇甫腆以及皇甫奋、皇甫覆兄弟全都和我素来相知。”皇甫真愤怒地说：“臣子没有境外的交往，你这话为什么要告诉我！你好像是奸佞之人，难道没有来由的借故推托吗？”皇甫真把这些事告诉了前燕幽帝慕容暐，请求追究处理郭辩，慕容暐和太傅慕容评不同意。
建元七年（371年）二月，前秦任命太尉司马皇甫覆出任荆州刺史。
建元二十一年（385年）六月，慕容冲攻入长安，前秦司隶校尉权翼、尚书赵迁、大鸿胪皇甫覆、光禄大夫薛赞、扶风太守段铿等文武百官数百人投奔姚苌。

## 家庭

### 祖先
- 皇甫陶，西晋大司农卿[1]

### 孙子
- 皇甫江，州都、主簿[1]